# Amt Wachsenburg
Amt Wachsenburg ist eine Gemeinde im thüringischen Ilm-Kreis.

## Geografie

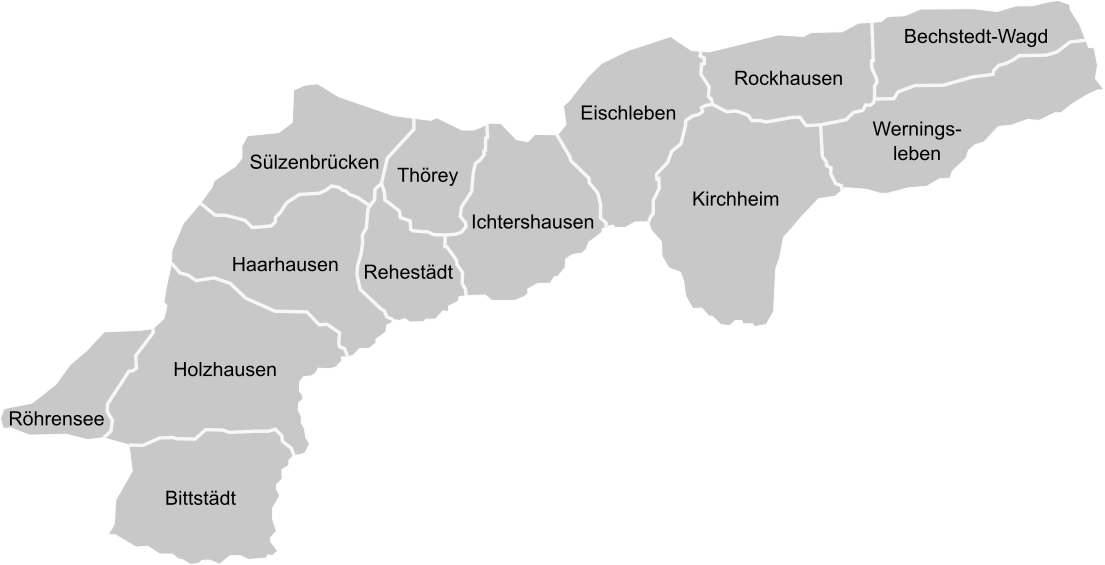
Ortsteile Amt Wachsenburg

Die Gemeinde liegt im äußersten Norden des Ilm-Kreises. Die nordwestliche Grenze ist zugleich die Grenze des Ilm-Kreises zum Landkreis Gotha und verläuft damit an Ohrdruf, Drei Gleichen und Nesse-Apfelstädt entlang. Im Norden verläuft eine lange Grenze an die kreisfreie Stadt Erfurt, im Osten grenzt die im Landkreis Weimarer Land gelegene Gemeinde Klettbach an Amt Wachsenburg sowie im Südosten und Süden die Gemeinden Elleben, Elxleben und Alkersleben. Im Süden und Südwesten wird das Gemeindegebiet durch die Kreisstadt Arnstadt und die Gemeinde Geratal begrenzt.
Die Gemeinde Amt Wachsenburg besteht aus den 13 Ortsteilen Bechstedt-Wagd, Bittstädt, Eischleben, Haarhausen, Holzhausen, Ichtershausen, Kirchheim, Rehestädt, Rockhausen, Röhrensee, Sülzenbrücken, Thörey und Werningsleben.
Daneben sind zwölf Ortsteile mit Ortsteilverfassung im Sinne des § 45 der Thüringer Kommunalordnung gebildet. Dies bedeutet, dass jeweils ein Ortsteilbürgermeister sowie ein Ortsteilrat bestehen, die durch die wahlberechtigte Bevölkerung der jeweiligen Ortsteile gewählt werden. Dabei haben die Ortsteile Kirchheim und Werningsleben eine gemeinsame Ortsteilverfassung, die anderen Ortsteile haben jeweils eine eigene Ortsteilverfassung.
Der Verwaltungssitz der Gemeinde ist Ichtershausen.

## Geschichte
Die Orte der Gemeinde hatten lange historische und wirtschaftliche Beziehungen miteinander. Im 19. Jahrhundert gehörten die Wachsenburggemeinde und die Gemeinde Ichtershausen zum Amt Ichtershausen und Wachsenburg des Herzogtums Sachsen-Gotha bzw. Sachsen-Coburg und Gotha. In der DDR gehörten sie dem Gemeindeverband Ichtershausen an. Diese Zusammenarbeit wurde nach der Wende nicht fortgesetzt. Stattdessen nahm die Stadt Arnstadt ab dem 18. Oktober 1996 die Aufgaben einer erfüllenden Gemeinde für die Wachsenburggemeinde wahr.
Am 10. November 2011 beschloss der Gemeinderat der Wachsenburggemeinde die Aufhebung der Vereinbarung der erfüllenden Gemeinde mit der Stadt Arnstadt. Der Arnstädter Stadtrat traf keinen gleichlautenden Beschluss. Bei Einwohnerbefragungen in Ichtershausen und der Wachsenburggemeinde befürwortete die Mehrheit der Einwohner beider Gemeinden den Zusammenschluss. In Ichtershausen stimmten bei einer Beteiligung von 57,2 Prozent etwa 95,2 Prozent der Befragten für die Gemeindefusion. In der Wachsenburggemeinde sprachen sich bei einer Beteiligung von 60,5 Prozent etwa 94,3 Prozent der Befragten für die Eingliederung aus. Daneben hatte die Stadt Arnstadt bis zum 1. November 2011 eine Bürgerbefragung durchgeführt. Bei einer Beteiligung von 39 Prozent sprachen sich 87 Prozent der Teilnehmer im Falle einer zukünftigen Gemeindegebietsreform in Thüringen für ein Zusammengehen der Stadt mit der Gemeinde Ichtershausen und der Wachsenburggemeinde aus.
Nach Zustimmung des Innenausschusses des Thüringer Landtags stimmte der Landtag am 22. November 2012 der Eingliederung zu.
Am 31. Dezember 2012 wurde die Wachsenburggemeinde in die Gemeinde Ichtershausen eingegliedert und die erweiterte Gemeinde in Amt Wachsenburg umbenannt. Die Bezeichnung Amt beschreibt in Thüringen allerdings kein Amt im kommunalrechtlichen Sinne.
Am 1. Januar 2019 wurden die Gemeinden Kirchheim und Rockhausen aus der Verwaltungsgemeinschaft Riechheimer Berg ausgegliedert. Kirchheim wurde nach Amt Wachsenburg eingemeindet. Für Rockhausen wurde Amt Wachsenburg erfüllende Gemeinde, bevor sich Rockhausen am 31. Dezember 2019 in diese eingemeinden ließ.

### Einwohnerentwicklung
Die Einwohnerzahlen der Ortsteile blieben über lange Zeit recht konstant, mit Ausnahme Ichtershausens, das sich Ende des 19. Jahrhunderts und im 20. Jahrhundert zu einem Industrieort wandelte und deshalb ein relativ starkes Bevölkerungswachstum hatte. Nach 1990 erreichte eine starke Suburbanisierungswelle aus Erfurt und Arnstadt viele Ortsteile, sodass die Einwohnerzahlen anstiegen. Seit dem Abebben dieser Welle um 2000 ist die Bevölkerungszahl leicht rückläufig, wenngleich die demografische Entwicklung etwas weniger dramatisch verläuft als in vielen anderen ländlichen Gemeinden Thüringens.
| Jahr | Einwohner |
| ---- | --------- |
| 1843 | 2.484     |
| 1910 | 5.632     |
| 1939 | 6.361     |
| 1989 | 5.927     |
| 1995 | 6.200     |
| 2000 | 6.698     |

| Jahr | Einwohner |
| ---- | --------- |
| 2005 | 6.539     |
| 2010 | 6.390     |
| 2012 | 6.359     |
| 2013 | 6.373     |
| 2014 | 6.364     |
| 2015 | 6.367     |

| Jahr | Einwohner |
| ---- | --------- |
| 2016 | 6.443     |
| 2017 | 6.439     |
| 2018 | 6.511     |
| 2019 | 8.007*    |
| 2020 | 8.007     |
| 2021 | 7.966     |

| Jahr | Einwohner |
| ---- | --------- |
| 2022 | 8.001     |
| 2023 | 7.967     |

Datenquelle ab 1995: Thüringer Landesamt für Statistik
* ab 2019 vergrößerte Gemeinde Amt Wachsenburg

## Politik

### Gemeinderat
Nach den Kommunalwahlen am 26. Mai 2019 und Kommunalwahlen am 26. Mai 2024 ergaben sich die folgenden Zusammensetzungen:
| Parteien und Wählergemeinschaften            | Sitze 2019 | Stimmenanteil 2019 | Sitze 2024 | Stimmenanteil 2024 |
| -------------------------------------------- | ---------- | ------------------ | ---------- | ------------------ |
| Bürger-Aktiv Amt Wachsenburg e. V.           | 7          | 29,1 %             | 5          | 25,2 %             |
| CDU                                          | 6          | 23,7 %             | 4          | 20,9 %             |
| Straßen-Schulen-Bürger – Freie Wachsenburger | 5          | 22,5 %             | 6          | 28,4 %             |
| Freie Wählergemeinschaft                     | 3          | 10,9 %             | 3          | 14,2 %             |
| Die Linke – Offene Listea)                   | 2          | 9,8 %              | 1          | 8,1 %              |
| Grüne/Kirchheimer Bürgerwahlliste            | 1          | 3,9 %              | 1          | 3,3 %              |
| Gesamt:                                      | 24         | 100 %              | 20         | 100 %              |
| Wahlbeteiligung:                             | 68,1 %     | 68,1 %             | 70,2 %     | 70,2 %             |

a) 2019 als Die Linke

### Bürgermeister
Der hauptamtliche Bürgermeister des Amtes Wachsenburg ist seit dem 1. Juli 2022 Sebastian Schiffer (SSB – Straßen–Schulen–Bürger Freie Wachsenburger). Sein Amtsvorgänger im Amt Wachsenburg bzw. in der Gemeinde Ichtershausen war seit 2010 Uwe Möller (CDU).

### Wappen
|  | Blasonierung: „Geteilt im Göbelschnitt; oben vorn in Rot ein silbern nimbrierter Ritter mit schwarzen Stiefeln, in der Rechten einen silbernen doppellätzigen Wimpel mit schwarzen Tatzenkreuz, mit der linken einen aufgestellten silbernen Schild mit rotem Kreuz haltend, hinten in grün eine silberne Ähre mit neun Körnern, unten in Silber auf einem grünen Berg eine silberne, rotbedachte Burg mit rechtsseitigem Turm.“ |
|  | |

### Flagge
Die Flagge der Gemeinde Amt Wachsenburg ist weiß mit einer roten und einer grünen Flanke (1:2:1) und zeigt das Gemeindewappen.

### Dienstsiegel
Das Dienstsiegel trägt die Umschrift im oberen Halbbogen „THÜRINGEN“, im unteren Halbbogen „Gemeinde Amt Wachsenburg“ und zeigt das Gemeindewappen.

### Ortspartnerschaften
Seit 1990 hat die Gemeinde Ichtershausen Partnerbeziehungen zu Zierenberg in Hessen.

## Wirtschaft und Infrastruktur

### Verkehr
Die Ortsteile Haarhausen und Sülzenbrücken besitzen Haltepunkte an der Bahnstrecke Neudietendorf–Arnstadt, welche im Stundentakt von Regionalbahnen der Erfurter Bahn und Süd-Thüringen-Bahn bedient werden. Diese fahren umsteigefrei nach Neudietendorf und Erfurt im Norden sowie nach Arnstadt im Süden, wo die Züge getrennt werden. Der vordere Zugteil fährt nach Saalfeld, der hintere nach Ilmenau.

### Wasser und Abwasser
Die Aufgaben der Wasserversorgung und Abwasserbeseitigung wurden auf den Wasser-/Abwasserzweckverband Arnstadt und Umgebung übertragen.